# Madame (Zeitschrift)
Madame ist eine deutsche Frauenzeitschrift, die monatlich von der Looping Group in München herausgegeben wird. Chefredakteurin ist seit Januar 2014 Petra Winter. Die verkaufte Auflage beträgt 68.758 Exemplare, ein Minus von 33 Prozent seit 1998.
Die Zeitschrift erschien erstmals 1952. Im Januar 2010 übernahm die zum OZ Verlag gehörende Vision Media die Zeitschrift vom zur Medien Union gehörenden Magazinpresse Verlag. Am 1. Januar 2018 wurde sie an die Bauer Media Group verkauft. Im März 2019 wurde der Ableger Monsieur gestartet. Zum 1. Januar 2021 übernahm die Content-Marketing-Agentur Looping Group von Dominik Wichmann die Zeitschrift.